# Dodd-Frank Wall Street Reform and Consumer Protection Act
De Dodd-Frank Wall Street Reform and Consumer Protection Act (Dodd-Frank Act) is een Amerikaanse wet die als doel heeft de financiële stabiliteit in de Verenigde Staten te vergroten.
De wet stelt strengere regels aan financiële instellingen en is ingesteld naar aanleiding van de Kredietcrisis uit 2007. De wet is op 21 juli 2010 aangenomen en vernoemd naar voormalig senator Chris Dodd van Connecticut en het Amerikaanse congreslid Barney Frank van Massachusetts, die het wetsvoorstel hebben ingediend in de Amerikaanse senaat en het huis van Afgevaardigden. 
De Dodd-Frank Act is een federale wet en geldt in alle staten van de Verenigde Staten. De Dodd-Frank Act stelt zichzelf tot doel de financiële stabiliteit te vergroten door het financiële systeem doorzichtiger te maken, een oplossing te bieden voor instellingen die “too big to fail‟ zijn en de Amerikaanse belastingbetalers te beschermen tegen nieuwe staatssteun voor financiële instellingen en consumenten te beschermen tegen financiële misbruikpraktijken.